# Rolderrug

West-Oost dwarsdoorsnede van de Hondsrug ter hoogte van Exloo; de Rolderrug ligt ten westen van de Hondsrug ter hoogte van Schoonoord

De Rolderrug is een ongeveer 60 kilometer lange smalle hoger gelegen rug in de Nederlandse provincies Drenthe en Groningen. De rug bevindt zich enkele kilometers ten westen van en parallel aan de Hondsrug en Tynaarlorug, tussen de buurtschap Zandpol en Noorderburen.
Op de Rolderrug liggen onder andere de dorpen Nieuw-Amsterdam, Erm, Sleen, Schoonoord, Schoonloo, Grolloo, Rolde, Vries, Donderen, Peize, Zuidhorn en Noordhorn. Tussen Peize en Zuidhorn wordt de rug tijdelijk onderbroken, hier loopt bijvoorbeeld de Oude Riet dwars over de richting van de Rolderrug. Tussen Zuidhorn en Noorderburen ligt de laatste uitloper van de rug, waar nog een hoogte wordt bereikt van ruim vier meter boven NAP. Deze laatste uitloper wordt ook wel 'De Gast' genoemd. Het hoogste punt van de gehele rug bevindt zich bij Schoonloo, ruim 22 meter boven NAP.
Tussen Donderen en Vries bevindt zich een aardkundig monument bij de 'steilrand van Donderen'. De ontwikkelingsgeschiedenis van de provincie Drenthe gedurende meer dan 100.000 jaar is hier te lezen in de bodem. Het legt een bijzonder bodemprofiel bloot, waarin binnen enkele meters de afzettingen uit drie ijstijden zichtbaar zijn.